# Ao Vivo em Fortaleza (álbum de Gustavo Mioto)
Ao Vivo em Fortaleza é um álbum ao vivo e DVD do cantor brasileiro Gustavo Mioto. O artista gravou o show no Estacionamento do RioMar Shopping em Fortaleza, capital do Ceará. O trabalho conta com 15 faixas sendo 11 delas inéditas.
O single “Com ou Sem Mim” esteve na lista das 50 músicas virais do mundo no Spotify durante três dias, além de ocupar o topo da parada das rádios do Brasil.
A canção “Plaquinha de Aviso” tem participaçãoo de Wesley Safadão, já a canção “Cala Boca Coração” conta com a presença de Xand Avião.

## Lista de faixas
| N.º | Título                                      | Duração |  |
| 1.  | "Solteiro Não Trai"                         | 03:05   |  |
| 2.  | "Com ou Sem Mim"                            | 03:21   |  |
| 3.  | "Quem Não Presta É Eu"                      | 03:10   |  |
| 4.  | "Plaquinha de Aviso" (part. Wesley Safadão) | 03:05   |  |
| 5.  | "Cadê Meu Baby"                             | 02:51   |  |
| 6.  | "Fake News"                                 | 02:54   |  |
| 7.  | "Pro Nosso Bem"                             | 03:14   |  |
| 8.  | "Péssimo Dia pra Ser Minha Ex"              | 03:16   |  |
| 9.  | "Cala Boca Coração" (part. Xand Avião)      | 02:58   |  |
| 10. | "Anti-Amor"                                 | 02:45   |  |
| 11. | "Despedida de Casal"                        | 03:01   |  |
| 12. | "Contramão"                                 | 03:12   |  |
| 13. | "Colombiana"                                | 02:37   |  |
| 14. | "Brechó"                                    | 03:16   |  |
| 15. | "Todinho Seu"                               | 02:41   |  |